# トマシュ・ニェボードニーチャンスキー
トマシュ・ニェボードニーチャンスキー（Tomasz Niewodniczański、1933年9月25日 - 2010年1月3日）は、ポーランドの物理学者。ヴィルノ（現在のリトアニア領ヴィリニュス）出身。
コレクターとしても知られており、1968年より集め始めた彼の地図、地図帳、地球儀などの個人コレクションはヨーロッパ一とも言われていた。